# Peter Hacker
Peter Michael Stephan Hacker (15 de julio de 1939, Londres) es un filósofo británico. Su principal experiencia fue en la filosofía de la mente y la filosofía del lenguaje. Es conocido por su detallada exégesis sobre el trabajo de Ludwig Wittgenstein y su crítica sobre la neurociencia basada en la filosofía.
Hacker estudió filosofía, política y economía en el The Queen's College (Oxford) de 1960 a 1963. Entre 1963 y 1965 estuvo en St. Antony's College (Oxford), donde comenzó a graduarse bajo la supervisión del profesor H. L. A. Hart.
- Datos: Q712696
- Multimedia: Peter Hacker (philosopher) / Q712696